# Застінкова шляхта
Застінкова (згродо́ва, засцянко́ва) шля́хта також ходачкова, околична (пол. Szlahta zaściankowa, пол. szlachta zagrodowa) — найчисельніша в XV-XIX століттях група шляхти в Речі Посполитій. Походить від слова «застінок». Ця шляхта складалася зі збіднілих членів шляхетського стану, які володіли землею, але не мали підданих селян (ні тим більше підданих міщан чи власної службової шляхти). Найчастіше від селян відрізнялася лише правом голосу на сеймах i сеймиках, родинними традиціями і володінням шляхетським гербом. Саме із «застінкової шляхти» походив Адам Міцкевич.

## Стан
Юридично належали до правлячого класу феодалів, майном наближалися до працюючого селянства. Поселялися у відокремлених поселеннях (околиці, застінки, обруби) на землях, не зайнятих господарськими будинками та поселеннями залежних селян. Оскільки походили від вільних людей, які змогли документувати особисту свободу від умовно-дострокових обов'язків.
Вони володіли землею відповідно до спадкового права (спадкового законодавства), обробляли її самостійно, але часто наймала садівників та інших людей для допомоги з селян. Наприкінці XVIII ст. близько 5 % околичної й застінкової шляхти володіли кріпаками. Брали участь у воєводських і повітових сеймиках, у посполитому рушенні, користувався законним імунітетом й привілеями, брали участь у надзвичайних загальнодержавних військових та ремонтно-будівельних заходах. Нобілітацію отримували за правом народження від предка (походженням), підтримуваними свідками та королівсько-сеймовими привілеями.
Їх вирізняло почуття власної гідності, незалежності, корпоративної ексклюзивності та кланової солідарності. У 1796 р. на 8 повітів колишнього Великого князівства Литовського припадало 61 % застінкової й околичної шляхти з усієї знаті. У 1839 р. у західних губерніях Російської імперії — 56 %. У 1810 р. середнє господарство провінційного шляхтича Могилівської губернії складалося з 7 душ; застінкова та околична шляхта загалом володіла 7,7 десятин землі.
Після окупації Великого князівства Литовського Російською імперією, і запровадження подушних ревізій, рекрутства, майнового цензу для отримання права виборів, разбору шляхти і т. ін. у XVIII—XIX ст. застінкова і околична шляхта втратила своє привілейоване становище. Через що вони брали активну участь у повстанні 1794 р. (Повстання Костюшка), у 1831 р. (Листопадове повстання), у 1863 р. (Січневе повстання). Тому Указом Миколи I від 19.10.1831 р. російська влада виключила з російського дворянства шляхту і перевела її до розряду однодвірців, обкладених більшими податками та рекрутством. Указом від 1 серпня 1857 року однодворці на державній або приватній землі були оголошені як державні селяни або міщани, а на поміщицькій землі шляхом добровільних угод із землевласниками вони зберігали право на збереження та відновлення свободи.